# Palais Ferstel

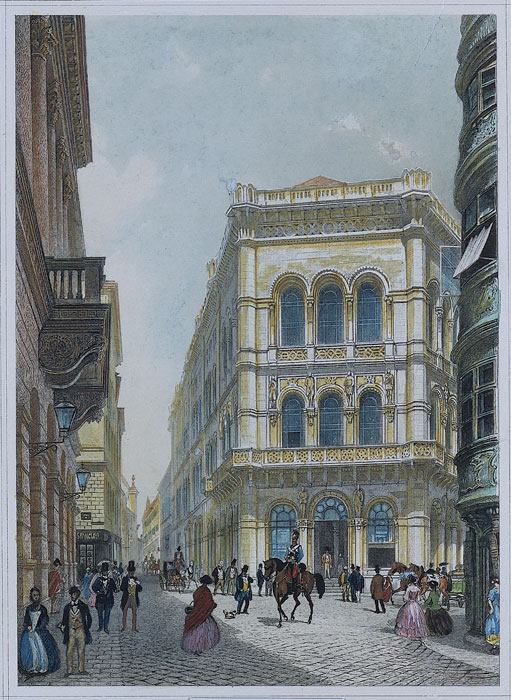
Palais Ferstel und Café Central, nach Rudolf von Alt; links die Herrengasse, rechts die Strauchgasse

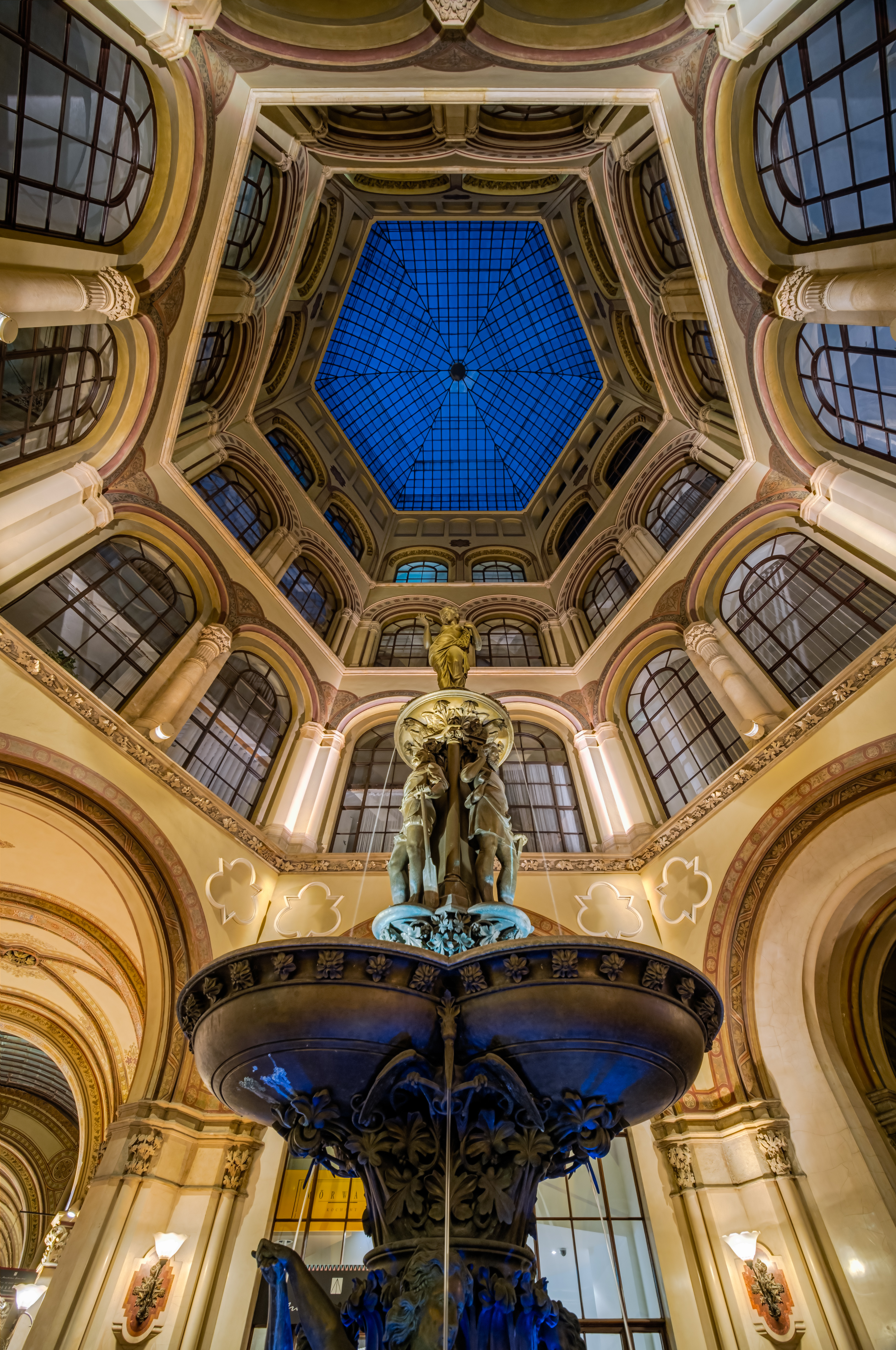
Donaunixenbrunnen in einem Innenhof des Palais Ferstel und Einkaufspassage zur Freyung

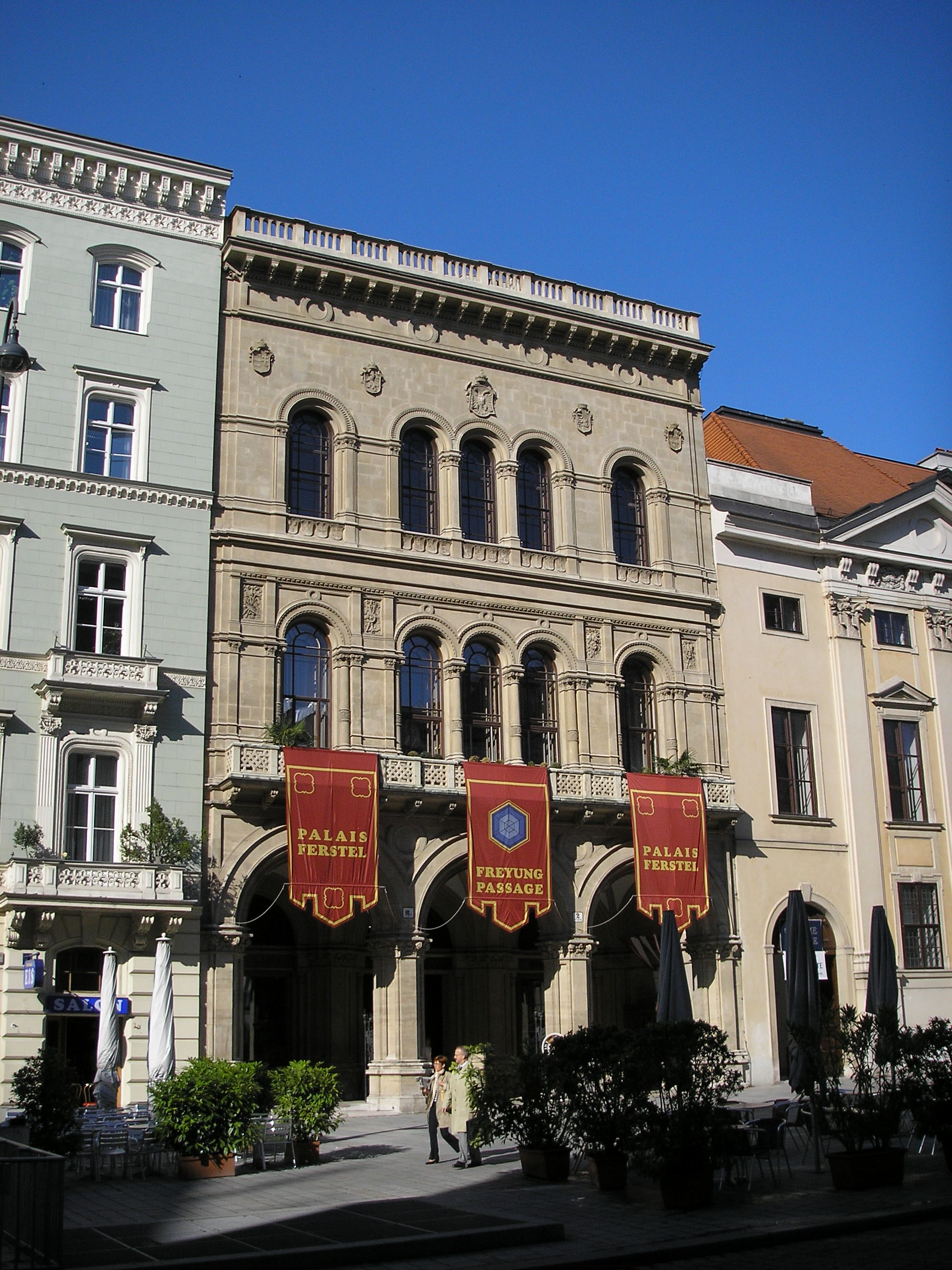
Eingang zum Palais Ferstel von der Freyung; rechts das Palais Harrach, links das Palais Hardegg

Das Palais Ferstel ist ein Gebäude im 1. Wiener Gemeindebezirk, Innere Stadt, mit den Adressen Strauchgasse 2–4, Herrengasse 14 und Freyung 2. Es wurde als Nationalbank- und Börsengebäude errichtet; die Bezeichnung als Palais ist unhistorisch.
Es handelt sich um ein bedeutendes Spätwerk des Romantischen Historismus und einen der letzten Monumentalbauten vor der Anlage der Ringstraße. Es weist mehrere Höfe und zwischen Herrengasse und Freyung eine Ladenpassage auf, die das Gebäude zu einem Durchhaus machen.

## Geschichte
Im Jahr 1855 wurde der ganze Besitz zwischen Freyung, Strauchgasse und Herrengasse von Franz Xaver Reichsgraf von Abensperg und Traun an die k.-k. privilegierte österreichische Nationalbank verkauft. Dieses Bankinstitut war schon zuvor an der Herrengasse 17 / Bankgasse 1 domiziliert. Die fortschreitende Industrialisierung und die damit verbundene wirtschaftliche Expansion brachte auch eine rasche Entwicklung des Geldverkehrs und des Bankwesens mit sich, so dass die bisherigen Räumlichkeiten bald nicht mehr genügten. Dieses Problem konnte nur durch einen Neubau gelöst werden, in dem auch ein Börsensaal untergebracht werden sollte.
Nach dem Wunsch des damaligen Gouverneurs der Nationalbank, Franz von Pipitz, sollte der Neubau bei strenger Beachtung von Ökonomie und bei Vermeidung eines wertlosen Luxus mit Solidität und künstlerischer sowie technischer Vollendung ausgeführt werden. Das Gebäude sollte der Nationalbank, der Börse, einem Kaffeehaus und – ein für Wien neuartiger Gedanke – einem Basar Platz bieten.
Der beauftragte Architekt, Heinrich von Ferstel, bewies in der Bewältigung der unregelmäßigen Baufläche bei denkbar günstiger Raumausnützung seine auf der Höhe der Zeit stehende Begabung. Die praktischen Erfordernisse verbinden sich mit den eigentlich künstlerischen zu einer meisterhaften Komposition. Ferstel hat es verstanden, die Räume der Notenbank, die beiden Börsensäle, die Passage mit dem Basar und das Kaffeehaus ihrer Zweckbestimmung gemäß anzulegen und dabei einen einheitlichen Stil zu wahren.
Er war ein Verfechter des „Materialbaues“, wie er im Quaderbau des Bankinstitutes deutlich zum Ausdruck kommt. Sockel, Pfeiler und Stiegen wurden aus Wöllersdorfer Stein gearbeitet, Fassadenteile wie Balkone, Gesimse, Gliederungen sowie steinerne Stiegengeländer aus dem harten, weißen Kaiserstein von Kaisersteinbruch, während die Wandflächen aus St. Margarethener Kalksandstein hergestellt wurden. Die Innenräume wurden sehr aufwändig ausgestattet, mit Holzvertäfelung, Ledertapeten, Stuccolustro und reicher ornamentaler Bemalung. Die Balustraden zeigen anspruchsvolle Steinmetzarbeiten, die Ecken werden von Türmchen bekrönt.
Die Fassade der Eckfront Strauchgasse / Herrengasse erhielt zwölf Plastiken von Hanns Gasser als Schmuck, sie symbolisierten die Völker der Monarchie. Die mächtigen Rundbogen am Ausgang zur Freyung wurden mit schmiedeeisernen Gittertoren verschlossen; da der zuerst herangezogene Schlosser den Ansprüchen Ferstels nicht genügen konnte, wurde die Arbeit einem Silberschmied übertragen.
1860 konnte der 1859 fertiggestellte Bau von Nationalbank und Börse bezogen werden. Im folgenden Jahr wurde im glasgedeckten Durchgang der Donaunixenbrunnen aufgestellt, dessen Entwurf ebenfalls von Ferstel stammt. Anton von Fernkorn hat den plastischen Schmuck mit künstlerischem Einfühlungsvermögen geschaffen. Über dem marmornen Brunnenbecken erhebt sich eine Säule, bekrönt von einer Bronzefigur, dem Donauweibchen mit wallendem Haar, das einen Fisch in der Hand hält. Darunter sind rings um die Säule drei ebenfalls aus Bronze gegossene Figuren angeordnet: Kaufmann, Fischer und Schiffbauer, also jene Berufe, die mit dem Wasser zu tun haben. Die Gesamtkosten des Bauwerks, die Innenausstattung eingeschlossen, betrugen die gewaltige Summe von 1.897.600 Gulden.
Die ursprünglich geplante Nutzung des Gebäudes blieb nur wenige Jahre erhalten. Die Börse fand mit den Räumlichkeiten nicht mehr das Auslangen: 1872 übersiedelte sie in ein Provisorium, 1877 wurde am Schottenring ein neues Börsengebäude eröffnet (heute als Alte Börse bezeichnet). Die Nationalbank firmierte 1878 bis 1922 als Oesterreichisch-ungarische Bank und übersiedelte 1925 in einen schon 1913 geplanten, großzügigen Neubau.
Im Zweiten Weltkrieg wurde das Gebäude bei den Luftangriffen auf Wien besonders an der Hauptfassade stark beschädigt. In den 1960er Jahren befand sich im ehemaligen Börsensaal eine Basketball-Trainingshalle; das gesamte Gebäude wirkte stark vernachlässigt. In dieser Zeit diente das baufällige und düstere Gebäude mehrmals als Drehort für Filme, so u. a. die Spionagefilme „Geheime Wege“ (1961) mit Richard Widmark und „Die Haut des Anderen“ (1966) mit Lino Ventura.
1971 befasste sich der Präsident des Bundesdenkmalamtes, Walter Frodl, mit dem schwer kriegsbeschädigten Bank- und Börsengebäude in Wien. Das Büro für technische Geologie von Otto Casensky erstellte ein Gutachten über die Natursteinfassade. An der Fassade Freyung 2 war ursprünglich über die gesamte 15,4 m lange Front ein Balkon aus hartem Kaiserstein angebracht. Dieser Balkon war nicht mehr vorhanden und nur mehr knapp an der Fassade waren Reste der Trittplatten sowie der unterstützenden Konsolen erkennbar. Im Juli 1975 erfolgte die Rekonstruktion des Balkons, und Steinmetzmeister Friedrich Opferkuh aus Mannersdorf am Leithagebirge erhielt den Auftrag, den alten Zustand – aus Mannersdorfer Stein, Stahlbeton und Kunststein – wiederherzustellen.
1975–1982 wurde das Gebäude renoviert und das Café Central neu eröffnet. Seither wird das in Privatbesitz befindliche Bauwerk als Palais Ferstel bezeichnet. In den ehemaligen Börsensälen finden nun Tagungen und Präsentationen statt. Das Café Central nützt unter anderem einen der Innenhöfe, hat seine Haupträumlichkeiten aber Ecke Herrengasse / Strauchgasse.
Das Gebäude befindet sich aktuell im Eigentum einer 2015 von Karl Wlaschek hinterlassenen Stiftung.
Das architektonische Motiv der Eckgestaltung des Wiener Palais Ferstel verwendeten die beiden Berliner Architekten Martin Gropius und Heino Schmieden bei dem in den Jahren 1877 bis 1880 im Stil der Neorenaissance mit Anklängen an die florentinische Frührenaissance errichteten Gebäude der Königlich-Preußischen Bergwerksdirektion in St. Johann (Saar), heute Saarbrücken.